# Channel A
Channel A (채널 A?, Chaeneol ALR) è un canale televisivo via cavo sudcoreano edito da Dong-a Media Group.